# 巴噶巴图尔
巴噶巴图尔（？—1594年），又作巴噶尔图尔，明译卜言把都儿、把兔儿，孛儿只斤氏，明末内喀尔喀蒙古巴林部领主。他是达延汗玄孙，苏巴海次子。
1582年巴噶巴图尔之父苏巴海在明镇夷堡（今为辽宁义县东北）被明将李平胡射死，他便立志复仇。后在叔父炒花、姑父花大、堂兄弟暖兔、伯言儿等人协助下占据泰宁卫故土，同明军对垒。1585年，联合各部共数万人攻入沈阳等地，被明将李成梁击败，800余人战死。次年，又同炒花、花大及察哈尔部共3万人攻至辽阳，又为李成梁所败，900余人战死。其后他继续与明军不断冲突，1594年再同炒花、花大等攻至镇武堡（今为辽宁盘山县东北），为明将董一元、李化龙击败，被俘斩者有500余人。伯言儿战死，巴噶巴图尔也因身受重伤而不久于人世。
据《辽夷略》记载，把兔儿（即巴噶巴图尔）有7子，分别为额伯革打黄台吉、阿把兔儿、榜什台吉、色特儿、卜兔儿、昂阿、昂奴。